# Combat de Heligoland (1849)
Pour les articles homonymes, voir Bataille de Heligoland.
Première guerre de Schleswig
Le combat de Heligoland est une bataille navale livrée le 4 juin 1849 en mer du Nord, au large de l'île de Heligoland, pendant la première guerre de Schleswig (1848-1850).
Le capitaine de vaisseau Rudolf Brommy (en), commandant la petite marine du Schleswig-Holstein et qui devait devenir le premier amiral allemand, attaque avec trois navires à vapeur et à roues à aubes, la corvette danoise Valkyrie (commandant Andreas Polder), qui bloque le port de Bremerhaven. La bataille se déroule devant l'archipel de Heligoland, alors possession britannique et à la fureur du gouverneur de l'île qui fait tirer ses pièces d'artillerie sans aucun résultat sur les belligérants pour leur faire respecter la neutralité des eaux. Après deux heures d'affrontement indécis, l'arrivée sur le lieu du combat du vapeur danois Gejser (lieutenant Jørgen P.F. Wulff) contraint à la retraite les trois bâtiments allemands qui sont obligés de se réfugier dans l'estuaire de l'Elbe pour échapper aux vainqueurs qui les poursuivent jusqu'à Cuxhaven.

## Sources
- Jacques Mordal, Heligoland, Gibraltar allemand de la mer du Nord, Presses de la Cité, Paris 1967.